# Messer, Gabel, Herz
Messer, Gabel, Herz. (Kurzform: MGH) ist ein österreichisches Unterhaltungsmagazin von Puls 4, das Blinddates dokumentarisch und unterhaltsam begleitet; mit dem Ziel, einen Partner durch ein Date kennenzulernen und sich gegen drei Nebenbuhler durchzusetzen. Ab Juni 2013 wurde auch ein deutscher Ableger des Formates ausgestrahlt.

## Konzept
Eine Staffel besteht aus fünf Folgen, in den ersten vier wird jeweils ein Blinddate dokumentarisch begleitet, die fünfte und letzte Folge einer Staffel fokussiert sich hauptsächlich auf das sogenannte „Finale“, zwischendurch werden Rückblicke eingeblendet.

### Folge 1–4 einer Staffel
In den ersten Folgen hat je ein lediger Mann bzw. eine ledige Frau die Chance einen Single, der ebenfalls keinen festen Partner hat, auf ein Date bei sich zu Hause einzuladen. Während dieser das Dinner zubereitet, sieht sich der Gast in der Wohnung um. Die Nebenbuhler können den Single während der Sendung kritisieren. Ist das Dinner beendet, muss sich der Gastgeber selbst in Form von Herzen bewerten. Die Skala reicht von einem Herz bis zu fünf Herzen. In der Zwischenzeit lässt der Gast in Form eines Briefes an den Gastgeber den Abend Revue passieren.

### Finale einer Staffel
Im Finale werden alle vier Kandidaten zu einem gemeinsamen Abend eingeladen, bei dem jeder dieser vier Kandidaten ein letztes Mal die Chance hat, zu überzeugen. Das Dinner im Finale ist in vier Gänge eingeteilt. Der erste davon ist lediglich ein Aperitif, allerdings muss bereits jetzt ein Kandidat die Show verlassen; sozusagen wird Gang für Gang ein Teilnehmer abgewählt. Der letzte Gang, das Dessert, ist ein roter Marzipankuchen in Herzform. Dieser darf am Schluss der Sendung gemeinsam mit dem Gewinner der Staffel gegessen werden.

## Messer, Gabel, Star
Von Messer, Gabel, Herz. gab es auch ein weiteres, derzeit pausierendes Format mit dem Namen Messer, Gabel, Star. Hierbei werden vier Prominente von einem Spitzenkoch unter die Lupe genommen, der die Geschehnisse, Exzesse und kulinarischen Wagnisse kritisch kommentiert und final den Koch-Star des Abends kürt. Im Unterschied zum Original geht es hier nicht um Blinddates.
Die Sendung ist in folgende Bereiche unterteilt:
- Wie wohnen die Prominenten?
- Schaffen sie es wirklich, ein virtuoses Dinner auf den Tisch zu zaubern?
- Wer darf sich am Ende mit dem Titel des perfekten Gastgebers schmücken?